# Lotec Sirius
Lotec Sirius — гиперкар компании Lotec, официально представленный публике на выставке в Монте-Карло 2003 году.

## История
В этом же 1992 году Курт Латтершмидт, руководитель компании Lotec, создал макет Lotec Sirius. Но компания была ограничена в финансовых средствах, и не могла направить большую сумму на разработку модели. В последующие года он проработал техническую составляющую и в 2001 году был показан готовый прототип. В 2008 году был представлен обновленный проект автомобиля, и с 2009 года планировалось начать производство. Стоимость автомобиля должна была составить 680 000 евро. Строительство одного автомобиля должно занимать 12 месяцев, но пока о реализации этих планов ничего не известно.

## Технические характеристики

### Двигатель
| Максимальная мощность, л.с./обороты в мин.       | 1220                                  |
| Максимальный крутящий момент, Н*м/обороты в мин. | 1320                                  |
| Удельная мощность, л.с./тонну                    | 936                                   |
| Мощность с литра, л.с./куб.см                    | 200                                   |
| Тип двигателя                                    | V12                                   |
| Дополнительная информация о двигателе            | Среднемоторная компоновка, Twin Turbo |
| Давление наддува, бар.                           | 1,2                                   |
| Степень сжатия                                   | 8,5                                   |
| Диаметр поршня, мм                               | 98                                    |
| Ход поршня, мм                                   | 80,2                                  |

### Динамика разгона
| Разгон 0-100 км/ч                 | 3,8        |
| Разгон 0-200 км/ч                 | 7,8        |
| Разгон 0-300 км/ч                 | 17         |
| Максимальная скорость, км/ч       | 402        |
| Время 0-402 м./скорость на финише | 10,4 / 238 |